# فاضل السلطاني
فاضل السلطاني (1948 -) هو شاعر عراقي.

## حياته ونشأته
مواليد بابل - سدة الهندية عام 1948، حاصل على بكالوريوس في الأدب الإنكليزي جامعة بغداد-كلية الآداب، ودرجة الماجستير في الادب الحديث والمعاصر، كلية بيركبك، جامعة لندن. عمل في سبعينيات القرن الماضي في الجريدة المركزية للحزب الشيوعي العراقي (طريق الشعب). غادر العراق عام 1977 إلى المغرب، حيث درّس سنتين في مدينتي تارودانت وبني ملال، ثم غادر عام 1979 إلى الجزائر وعمل هناك في التدريس أيضا، ليغادر بعدها عام 1985 إلى سوريا، ومنها إلى لندن عام 1994.
عضو نقابة الصحفيين العراقيين والاتحاد العام للأدباء والكتاب في العراق، حتى مغادرته وطنه. عمل في عدة مجلات ثقافية خارج العراق. يعمل الآن محررا للصفحة الثقافية، وملحق«كتب» في جريدة الشرق الأوسط اللندنية.

## مؤلفاته
1. (قصائد)، لندن 1982 (شعر)
2. (النشيد الناقص) دار حطين-دمشق 1992 (شعر)
3. (قاعة الرقص الرومانسية)، ترجمة قصص للكاتب الايرلندي وليم تريفور، دار الطليعة الجديدة-دمشق 1995
4. (العيون الأكثر زرقة)، ترجمة قصص لتوني موريسون، دار الطليعة الجديدة، دمشق 1996.[2]
5. (أجنحة)، ترجمة قصائد مختارة لميروسلاف هولوب، قصور الثقافة الجماهيرية-القاهرة 2000.
6. (محترقا بالمياه) مجموعة قصائد صدرت عن دار الرواق-بيروت 2000(شعر).